# Генеральний статут про організацію і адміністрацію Підкарпатської Русі
Генеральний статут про організацію і адміністрацію Підкарпатської Русі — тимчасові положення про статус Закарпатської України в складі Чехословаччини. Підготовлені у жовтні 1919 року міністром внутрішніх справ республіки А. Швеглою та адміністратором Я. Брейхою.
Документ складено згідно з умовами Паризької мирної конференції (1919–1920) та Сен-Жерменського мирного договору (1919). 
Генеральний статут мав чотири частини. У першій частині гарантувалося виконання основних положень Сен-Жерменського мирного договору щодо Підкарпатської Русі. У другій встановлювалася демаркаційна лінія між словаками та русинами. У першому параграфі третьої частини («Назва і мова») було зафіксовано:
Щодо мови населення Підкарпатської Русі, то в другому параграфі цієї ж частини народна мова буде мовою навчання в школах і «офіційною мовою взагалі», що «якнайскоріше будуть організовані необхідні русинські школи».
Згідно з четвертою частиною празький уряд мав право призначати: «тимчасового адміністратора», в розпорядження якого надавалася необхідна кількість урядовців; а також «тимчасову русинську автономну директорію», яка мала бути дорадчим органом «по законодавству і управлінню в усіх мовних, шкільних і релігійних питаннях, а також у питаннях місцевого самоуправління» — вибору та заміщення чиновників і службовців адміністративних структур. 
Розбіжності між адміністратором та Директорією Підкарпатської Русі повинні були вирішуватися президентом республіки або його довіреною особою. Положення Генерального статуту діяли до прийняття конституції автономної Підкарпатської Русі. Статутом передбачалося, що «Русинія буде мати свої особливі публічні фінанси».
Генеральний статут у редакції 1919 року діяв до 26 квітня 1920 року, коли уряд Чехословацької Республіки прийняв розпорядження про зміну статуту, якою було введено посаду губернатора краю.